# Konken
Konken – miejscowość i gmina w Niemczech, w kraju związkowym Nadrenia-Palatynat, w powiecie Kusel, wchodzi w skład gminy związkowej Kusel-Altenglan. Do 31 grudnia 2017 wchodziła w skład gminy związkowej Kusel.